# Gil Inoach Shawit
Gil Inoach Shawit (Loreto, 1967) es un activista, político, abogado e investigador en el campo de gobernanza y derechos indígenas. Actualmente se desempeña como abogado independiente en Yurimaguas, Loreto, también es Especialista Indígena en el World Wildlife Fund (WWF). Es licenciado en Derecho por la Universidad Privada San Juan Bautista y magíster en Derecho Constitucional y Derechos Humanos por la Universidad Nacional Mayor de San Marcos. Fue presidente de la Asociación Interétnica de Desarrollo de la Selva Peruana (AIDESEP) y es Pamuk del Gobierno Territorial Autónomo Awajún (GTAA). Es autor del libro "Siempre Awajún: Entre la dependencia y la libertad".

## Aportes académicos
Ha dedicado su trayectoria profesional a la defensa de los derechos de los pueblos indígenas. Inoach cursó estudios de Derecho en la Universidad Privada San Juan Bautista y obtuvo una maestría en Derecho Constitucional y Derechos Humanos en la Universidad Nacional Mayor de San Marcos, Su trabajo académico incluye colaboraciones en publicaciones especializadas como la revista Amazonía Peruana, donde ha abordado temas relacionados con la gobernanza indígena y el cambio climático  así como en el Journal of Latin American & Caribbean Anthropology, en la que explora los retos de la integración indígena en los estados republicanos de América Latina.
En el ámbito internacional, ha trabajado como asesor en la Coordinadora de las Organizaciones Indígenas de la Cuenca Amazónica (COICA), contribuyendo a la implementación de una estrategia indígena para el cambio climático y a la protección de los territorios indígenas en países de la región. Actualmente, Inoach se desempeña como Especialista Indígena en el World Wildlife Fund, Inc. (WWF), donde promueve alianzas estratégicas entre organismos de conservación y pueblos indígenas con el objetivo de gestionar y conservar los recursos naturales.

## Carrera política
Inoach inició su participación como dirigente a los 18 años en su comunidad natal, continuando su labor en el ámbito nacional. Fue fundador de la Coordinadora Regional de los Pueblos Indígenas de San Lorenzo (CORPI – SL) y, entre 1996 y 2002, fue presidente de la Asociación Interétnica de Desarrollo de la Selva Peruana (AIDESEP), la mayor organización indígena amazónica de Perú, donde dirigió procesos de consolidación institucional y representación de los pueblos amazónicos.
En su rol como dirigente, Inoach impulsó la autonomía territorial mediante la autodemarcación de territorios indígenas en la Amazonía noroccidental entre 1994 y 1996. También asesoró a diversas comunidades, como los pueblos Awajún, Wampis, Kandozi y otros, en la constitución de gobiernos autónomos. Estas acciones se enfocaron en la autodeterminación como elemento fundamental para la soberanía territorial y la preservación cultural indígena. Además, lideró procesos de movilización indígena, las cuales promulgaban la protección de sus territorios frente a la extracción de recursos naturales y el reconocimiento estatal insuficiente. Estas iniciativas incluyeron estrategias de articulación política, negociación con autoridades estatales y fortalecimiento de las bases comunitarias.

### Pamuk del Gobierno Territorial Autónomo Awajún
En 2022, asumió el cargo de Pamuk, autoridad máxima del Gobierno Territorial Autónomo Awajún (GTAA), una estructura establecida en el 2021 en Chiriaco, Amazonas, como instancia de autonomía para el pueblo awajún en la búsqueda de asegurar la libre determinación y la gobernanza territorial de dicha comunidad indígena.
Como Pamuk del Gobierno Territorial Autónomo Awajún, Gil Inoach dirigió la implementación de un modelo de gobernanza basado en prácticas y conocimientos ancestrales. Este modelo incorporó principios relacionados con la sostenibilidad, la gestión de recursos naturales y la cohesión comunitaria. En el ámbito cultural, promovió la integración de prácticas tradicionales como la búsqueda de visión espiritual (Ajutap) y la transmisión de conocimientos entre generaciones dentro de las políticas del gobierno autónomo. Inoach también estableció diálogos con el Estado y organizaciones internacionales, buscando el reconocimiento del gobierno indígena. Este proceso incluyó la construcción de alianzas que mantuvieran la independencia del Gobierno Territorial Autónomo Awajún 

## Obras y publicaciones
Inoach es autor de "Siempre Awajún: Entre la dependencia y la libertad", un libro que aborda la historia, identidad y procesos de transformación del pueblo Awajún. Inoach presenta un análisis de los procesos de transformación de mediana duración que han afectado al Pueblo Awajún. A través de memorias, experiencias y una reflexión sobre estos cambios, el texto describe los desafíos y logros del movimiento indígena amazónico, considerando la participación del autor como líder y miembro activo de su comunidad. La obra documenta aspectos de la cultura de este pueblo indígena de la selva amazónica peruana, destacando cómo se preparan para enfrentar desafíos y alcanzar sus objetivos mediante una convicción arraigada en su cosmovisión.

Alexandre Surrallés, doctor en antropología y autor del prólogo del libro, ha resaltado la importancia de la obra de Inoach durante el evento de presentación del libro:
Lo que ha hecho Gil Inoach es una descripción de cómo la política es pensada, vivida y realizada desde la vida awajún. Es una obra absolutamente excepcional.
Teresita Antazú López, dirigente indígena y gestora del Programa Mujer de AIDESEP, expresó admiración hacia Inoach, con quien compartió liderazgo en la organización. Expresó sentirse personalmente vinculada con el contenido del libro al afirmar:
La verdad es que yo me veo en el libro de Gil. Somos de la misma generación de líderes indígenas y siempre lo he admirado porque es un líder que siempre estaba trabajando 
Roberto Espinoza, promotor de la Red Descolonialidad del Poder y Autogobierno Social, resalta el papel del libro como un estímulo para las nuevas generaciones awajún. Afirmó que la obra de Inoach:
Es un libro de aliento no solo en la lucha por la autonomía, sino también porque animará a que otros líderes sigan por ese camino 
Algunas otros trabajos académicos escritos por Gil Inoach son las siguientes:
- "Los desafíos de integración indígena frente a los Estados Republicanos en América Latina", publicado en The Journal of Latin American and Caribbean Anthropology en 2008.
- "Diagnóstico de Gobernanza Territorial de los Pueblos Indígenas de la Amazonía Nororiental del Perú", para Perú Equidad en el 2015.
- "Proceso de constitución del gobierno territorial autónomo awajún", publicado en la revista Amazonía Peruana en 2021.
- "La justicia comunitaria awajún", publicado en la revista Debates Indígenas en 2022
- "La destrucción del Río Cenepa en Perú: mientras las autoridades duermen, la minería ilegal avanza", publicado en la revista Debates Indígenas en 2022